# 驅魔

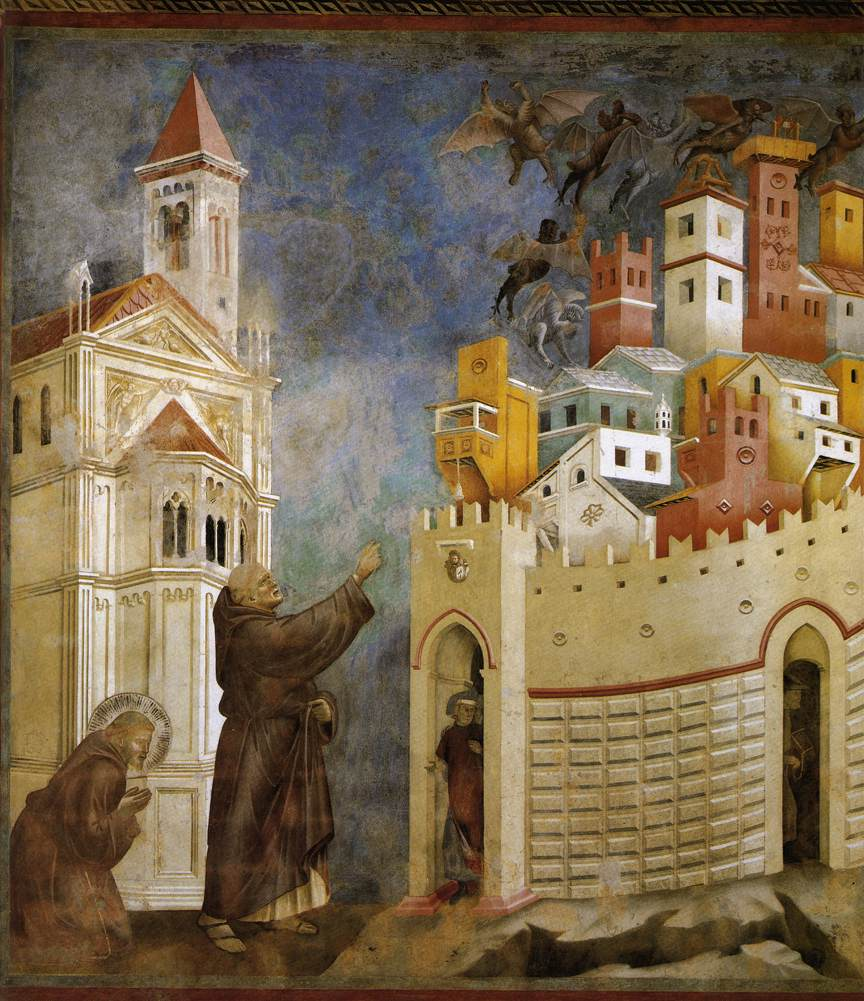
聖方濟各在意大利雷佐中驅魔，喬托·迪·邦多納的壁畫作品。

驅魔（exorcism）是将惡魔或其它邪靈從被附身的人、物品或地方中驅逐的行為,《新约圣经》就记载，耶稣和其弟子们曾多次做过驱魔。驅魔是一種古代常見的行為，現在依然是很多宗教信仰體系的一部份。
執行驅魔的人稱為驅魔师（exorist），在西方多數是神父，東方則有道士、法師、神官等，或任何被認為祈禱時擁有特殊能力的人。驅魔人會在驅魔過程中祈禱及使用各種宗教用具，如聖經、咒語、聖像、十字架、符水、令劍、八卦陣等。驅魔人亦會在過程中祈求神的幫助。一般來說，被附身的人其本人並不被認為邪惡，亦不需為其行為負責。因此普遍來說，驅魔對於附身者被認為是一種治療多於懲罰。类似观念即道教的镇邪，近代较知名是老蒋总统1960年代初小金门镇邪事件。

## 歷史
被恶灵附体和尝试驱魔的思想在古代是很普遍的，并且可能起源于古老的巫覡宗敎信仰。
基督宗教的新约中介绍了耶稣成功的驱魔，因为这些記載的事件，恶魔附身从此成为了基督宗教教义信仰体系的一部分，并且认可了驱魔成为了天主教，东正教的教义和一些新教教派的教义。
在近代，驱魔的重要性在大部分宗教团体中下降已经用的越来越少。一般来说，现代能够在某些情况下报道出来的主要在东欧和非洲；Anneliese Michel也许是最近的案例。这主要是由于对心理学和人类大脑功能和结构的研究。在许多情况下，过去一些需要驱魔的一些人人通常被患有心理疾病来对待。更普遍的是启蒙时代后世界观的改变，理性主义，唯物主义和自然主义的增加，使得在西方一些地区特别是欧洲一些国家信仰上帝和超自然力量的人逐渐减少。
但是1973年电影《驅魔人》的上映，使驱魔重新受到了广泛关注。电影发行后引起了美国和欧洲公众的强烈反响，恶魔附身的真实存在和驱魔行为在当代社会中占有了一席之地。相信驱魔真实性的观点已经不是那么激进并得到了广泛传播。

## 基督宗教

### 耶穌
在基督教中，驱魔人用“上帝的力量”或者“以耶稣的名义”进行驱魔。因为他们相信耶稣曾命他的十二个门徒以他的名义驱赶邪灵。（马太福音10：1，马太福音10：8；马可福音6：7；路加福音9:1,10:17（马可福音16：17）。天主教會大百科全书中关于驱魔的文章这样记载：耶稣认为这项能力是救世主的象征，他准许他的门徒做同样的事（驱魔）。
犹太教大百科全书中的文章记载：耶稣“致力于将恶魔从人身上驱赶出来。”同时他也将这一能力传授给了他的门徒；但他比他的门徒杰出许多。
在耶稣的时代，犹太教得到了用有毒植物根部的提取液或其它东西所制成的药物进行驱魔的消息。他们提到驱魔是在犹太教的苦修派进行的。（死海古卷）
更多参见附身

### 天主教會

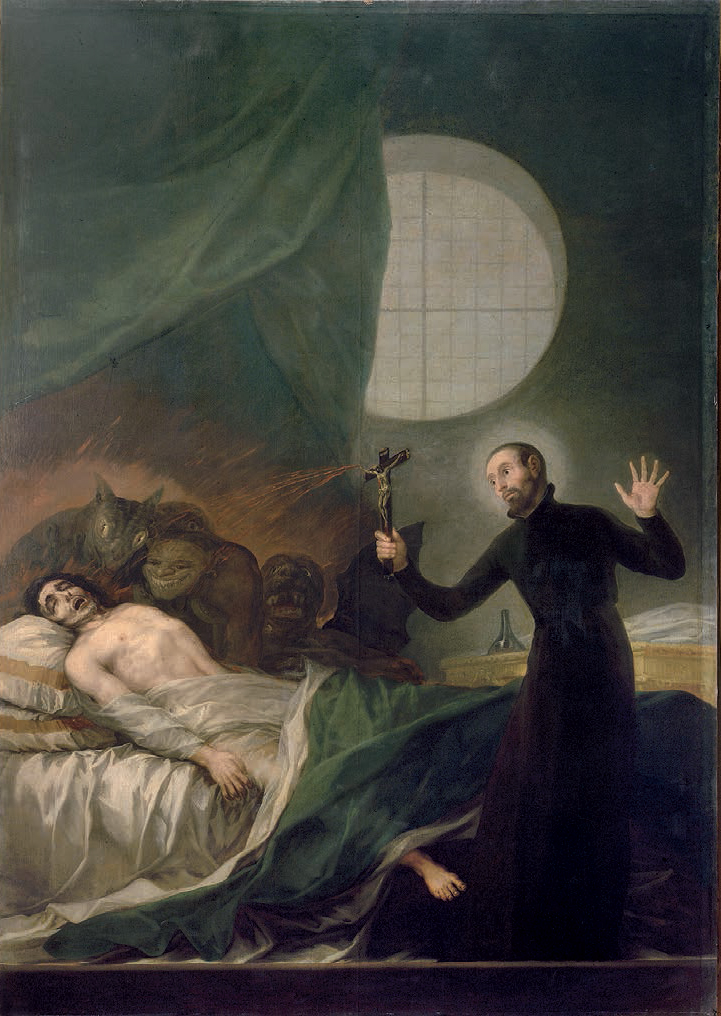
弗朗西斯科·戈雅所画的圣方济各·玻尔日亚驱魔

在天主教會驅魔儀式為教會訂立的聖儀之一，需要遵照教会的罗马礼书，只能由任命的司铎（或者更高级的圣职人员），需要经过当地主教的明确许可，并且只能在确定在仔细的药物治疗之后排除精神病的可能。
在民間情況可能會遭遇到一些邪魔騷擾情況，但並非所有騷擾事件都需要進行正式驅魔儀式，天主教會知名驅魔助理華倫夫人表示：「有些家庭搬進充滿靈魂的房子，不會受到影響，但這些地方對有些家庭，就會鬧得雞犬不寧。」 另外，教廷首席驅魔師阿摩斯神父已為人實行驅魔超過7萬次，神父表示：「受到魔鬼打擾的人大概接近三成，但是實際上需要驅魔的人大概接近1%~2%」，根據聖經馬竇福音17章12節觀點，耶穌說：「但這類魔鬼非用祈禱和禁食，是不能趕出去的。」因此在天主教會信徒非正式驅魔儀式或預防方式都是用「祈禱與禁食(守齋)」。念天主經亦有驅魔效果，天主經最後兩段是：「不要讓我們陷於誘惑；但救我們免於凶惡。」在天主教會中，邪魔善於誘惑，免於兇惡是指免邪魔或災禍。

### 新教
宗教改革後的基督教，依然保留趕鬼的儀式，通常由牧師或傳道師帶領，透過唱詩歌與禱告，祈禱讓三位一體中的聖靈，來醫治被鬼附的人，趕鬼後，其他基督徒必須持續關懷輔導該名被鬼附者，避免故態復萌。

## 神教
中國宗教，自春秋戰國時代的道教延伸下來成為中國民眾主要信仰宗教，奉祀如真武上帝、三太子、關公等等中國神明。神教道士驅魔多用符咒或是手印，以渡化冤魂或教化人心為主，是否有效通常當下可知，或有有心人士巧設名目框辦長期法事則為斂財行為不可取。

## 文艺作品
- 《第七封印》（1957年電影），瑞典黑白電影，取材自《新約聖經》裡，有關啟示錄中的揭開七印
- 《驅魔人》（1973年及2000年電影），與及其續集與前傳，啓發自天主教驅魔儀式及民間傳說。
- 《 天魔》（1976年電影）啟發自基督教的世界末世論。
- 〈2005年電影〉，描述驅魔的故事，由美國漫畫Hellblazer改編的電影。
- 《驅魔少年》（2006年日本漫畫家星野桂創作的漫畫作品。）
- 《現代驅魔師》（The Rite, 2011）
- 《The VAXorcist （页面存档备份，存于）》
- 《厲陰宅》（2013年）美國超自然恐怖電影。
- 《惡魔刑事錄》（2014年）美國超自然恐怖電影。
- 《安娜貝爾》（2014年）《厲陰宅》前傳，美國超自然心理恐怖電影。
- 《驅魔使者》（2019年）韓國恐怖電影。
- 《驅魔麵館》（2020年）韓國電視劇。
- 《信仰：邪恶三位一体》（Faith: The Unholy Trinity）（2022年电脑游戏）美国独立恐怖游戏。
- 《梵蒂岡驅魔士》（2023年）美國超自然恐怖片，改編自加俾額爾·阿摩特神父的回憶錄《驅魔士的自述》（An Exorcist Tells His Story）及《驅魔士：更多故事》（An Exorcist: More Stories）。

### 引用
1. 1 2  草野巧. . 譯者：王書銘. 奇幻基地. 2013/08/03: 184–185. ISBN 9789865880460.
2. ↑  .   [2014-10-18]. （原始内容存档于2014-10-23）. （页面存档备份，存于）

## 外部連結
- Exorcism increasing in UK
- Catholic Encyclopedia: Exorcism （页面存档备份，存于）
- Jewish Encyclopedia: Exorcism （页面存档备份，存于）
- Exorcism tradition in Islam and Interviews with Muslim Exorcists Islamic View
- Encyclopedia Britannica: Exorcism
- Diocese of Worcester webpages on Ministry of Deliverance Anglican View
- 關於金門烈嶼南山頭無頭部隊的故事 （页面存档备份，存于）